# Stade Cheikha Ould Boïdiya
Stade Cheikha Ould Boïdiya jest stadionem piłkarskim zlokalizowanym w Nawakszucie, w Mauretanii. Jest zlokalizowany przylegle (południe) do École d'Application, naprzeciw Maison de Jeunes na zachód i Lycée d'Arabe na południe, przy Rue de I Espoir. Klub jeździecki z basenem kąpielowym i czterema kortami tenisowymi znajduje się również w kompleksie. Swoje mecze rozgrywają na nim drużyny piłkarskie ASC Nasr de Sebkha i ASC El Ahmedi FC de Sebkha. Stadion może pomieścić 1 000 widzów.